# Холден, Фэй
Фэй Хо́лден (англ. Fay Holden; 26 сентября 1893[…], Бирмингем, Уорикшир — 23 июня 1973[…], Лос-Анджелес, Калифорния) — американская киноактриса, менее известна как актриса театра. Наиболее запомнилась зрителю исполнением роли Эмили Харди в эпопее из 16 фильмов об Энди Харди, где она, в 15 из них, сыграла мать главного героя.

## Биография
Дороти Фэй Хаммертон (настоящее имя актрисы) родилась 26 сентября 1893 года в городе Бирмингем (Англия). С 9 лет была танцовщицей на подмостках британских театров под псевдонимом Гэби Фэй. В 1929 году они с мужем покинули Англию и прибыли в Ванкувер (Канада). Там они стали совладельцами театра «Императрица» (до 1933 года), создали собственную комедийную театральную компанию The British Guild Players. В 1934 году супруги перебрались в Голливуд. Впервые на экране Холден появилась в возрасте 42 лет. За 15 лет карьеры (1935—1950) она снялась в 45 фильмах, в том числе в одном короткометражном и в четырёх случаях без указания в титрах. В 1956 году первый и последний раз появилась на телевидении: в одном эпизоде сериала «Театр Форда», а два года спустя — в кинофильме «Энди Харди возвращается домой», и на этом её кинокарьера была завершена. В самом начале карьеры в трёх лентах в титрах была указана как Гэби Фэй.
Фэй Холден скончалась 23 июня 1973 года от миеломной болезни в Лос-Анджелесе (Калифорния). Похоронена на кладбище «Лесная поляна» в Глендейле.
Личная жизнь
В 1914 году Холден вышла замуж за шотландского киноактёра Дэвида Клайда (1885—1945). Пара прожила вместе 31 год до самой смерти мужа. Детей от брака не было.

## Избранная фильмография
В роли миссис Эмили Харди
- 1937 — Вы молоды только однажды[англ.] / You're Only Young Once
- 1938 — Дети судьи Харди[англ.] / Judge Hardy's Children
- 1938 — Любовь находит Энди Харди[англ.] / Love Finds Andy Hardy
- 1938 — На Запад с Харди[англ.] / Out West with the Hardys
- 1939 — Восхождение Харди[англ.] / The Hardys Ride High
- 1939 — У Энди Харди весенняя лихорадка[англ.] / Andy Hardy Gets Spring Fever
- 1939 — Судья Харди и сын[англ.] / Judge Hardy and Son
- 1940 — Энди Харди встречает дебютантку[англ.] / Andy Hardy Meets Debutante
- 1941 — Личная секретарша Энди Харди[англ.] / Andy Hardy's Private Secretary
- 1941 — Жизнь начинается для Энди Харди[англ.] / Life Begins for Andy Hardy
- 1942 — Ухаживание Энди Харди[англ.] / The Courtship of Andy Hardy
- 1942 — Двойная жизнь Энди Харди[англ.] / Andy Hardy's Double Life
- 1944 — У Энди Харди проблемы с блондинкой[англ.] / Andy Hardy's Blonde Trouble
- 1946 — Любовь смеётся над Энди Харди[англ.] / Love Laughs at Andy Hardy
- 1958 — Энди Харди возвращается домой[англ.] / Andy Hardy Comes Home

В прочих ролях
- 1935 — Кокаиновое безумие[англ.] / The Pace That Kills — сутенёрша
- 1936 — Жёны никогда не знают[англ.] / Wives Never Know — миссис Госсамер
- 1937 — Бульдог Драммонд исчезает[англ.] / Bulldog Drummond Escapes — Натали
- 1937 — Стажёрам нельзя брать деньги[англ.] / Internes Can't Take Money — мать Тереза
- 1937 — Эксклюзив[англ.] / Exclusive — миссис Суэйн
- 1937 — Всё или ничего[англ.] / Double or Nothing — Марта Сьюэлл Кларк
- 1938 — Любовь — это головная боль[англ.] / Love Is a Headache — Мэри
- 1938 — Возлюбленные[англ.] / Sweethearts — Ханна
- 1939 — Сержант Мэдден[англ.] / Sergeant Madden — Мэри Мэдден
- 1940 — Горькая сладость[англ.] / Bitter Sweet — миссис Миллик
- 1941 — Девушка Зигфилда[англ.] / Ziegfeld Girl — миссис Реган
- 1941 — Цветы в пыли / Blossoms in the Dust — миссис Кэли
- 1941 — Гарри Пулэм, эсквайр[англ.] / H.M. Pulham, Esq. — миссис Джон Пулэм
- 1946 — Проход через каньон[англ.] / Canyon Passage — миссис Овермайр
- 1948 — Тихоня Смит[англ.] / Whispering Smith — Эмми Дэнсинг
- 1949 — Самсон и Далила / Samson and Delilah — Хацлелпони
- 1950 — Большое похмелье / The Big Hangover — Марта Белни
- 1956 — Театр Форда[англ.] / Ford Theatre — Бесс Палмер (в эпизоде Mr. Kagle and the Baby Sitter)

В титрах не указана
- 1936 — Белый ангел[англ.] / The White Angel — королева Виктория
- 1936 — Перст указующий[англ.] / The Accusing Finger — маленькая старушка
- 1937 — Загубленные в море[англ.] / Souls at Sea — миссис Мартин
- 1938 — Лётчик-испытатель[англ.] / Test Pilot — продавщица нижнего белья